# Joanne (album Lady Gaga)
Joanne è il quinto album in studio della cantautrice statunitense Lady Gaga, pubblicato il 21 ottobre 2016 dalla Interscope.
Accolto positivamente dalla critica, l'album ha raggiunto la prima posizione della Billboard 200, rendendo Lady Gaga l'unica artista con quattro album di seguito in vetta alla classifica statunitense dal 2010.
La rivista Rolling Stone l'ha inserito al settimo posto dei 20 migliori album pop del 2016, mentre nel 2018 ha ricevuto una candidatura ai Grammy Awards 2018 nella categoria Miglior album pop vocale.

## Concezione
Nella prima metà del 2015, Lady Gaga ha rivelato di essere al lavoro nella scrittura dei brani per un nuovo album in studio in uscita nel 2016.
Dopo aver accantonato l'idea di un secondo volume di Artpop, la cantante ha dichiarato di essere da gennaio 2015 in studio di registrazione con il musicista e produttore discografico RedOne, con cui già aveva collaborato in passato. Dopo la conclusione del Cheek to Cheek Tour e delle riprese della quinta stagione della serie televisiva American Horror Story, la cantautrice è tornata ad occuparsi completamente della lavorazione del nuovo album.
Nel primo semestre del 2016 la cantante ha svelato nuovi dettagli sul nuovo album tra cui, in un'intervista concessa alla rivista V, di «aver scritto davvero molto nell'anno appena passato [...] Ci sarà un po' del mio dolore nel nuovo album, è sicuro, ma sarà più di questo.» Il titolo dell'album, la cui produzione è stata curata principalmente da Mark Ronson, è stato rivelato il 15 settembre 2016 dalla cantautrice stessa ai microfoni di Beats 1 insieme alla data della sua pubblicazione.

## Stile e tematiche

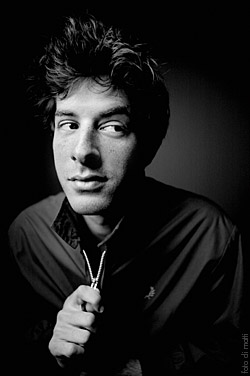
Mark Ronson, produttore dell'album insieme a Lady Gaga e a BloodPop

L'album non presenta una tematica predominante nelle varie tracce ma il vero filo conduttore tra queste è l'elemento autobiografico che traspare sin dal titolo del CD stesso. Joanne è infatti il secondo nome della cantante.

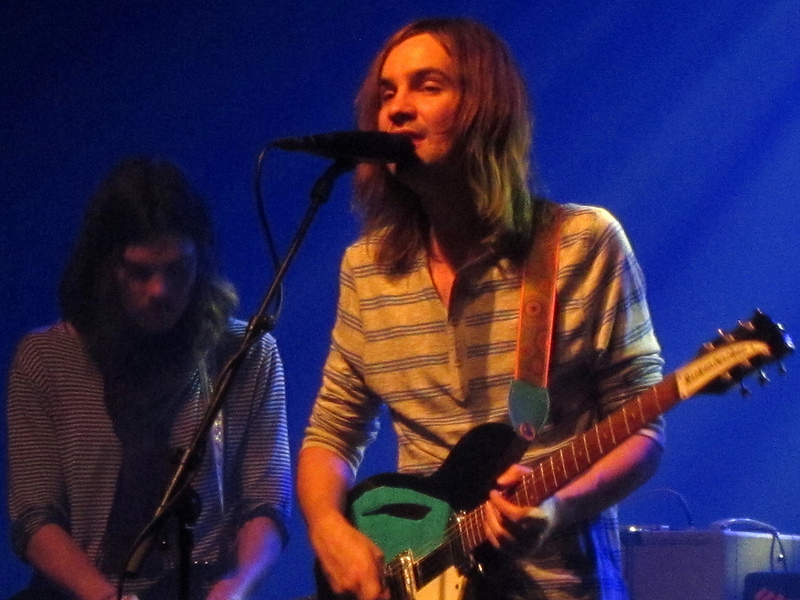
Kevin Parker, coproduttore del primo singolo Perfect Illusion

Numerosi sono i brani contenuti nell'album in cui si fa riferimento ad episodi del trascorso personale della cantante e non sempre felici come nel caso delle tracce d'apertura dell'edizione standard e deluxe, rispettivamente Diamond Heart e Grigio Girls: nella prima la cantante fa un accenno agli abusi sessuali subiti all'età di diciannove anni mentre la seconda è dedicata alla sua amica nonché direttore creativo della Haus of Gaga Sonja Dunham, malata di cancro al seno. La traccia John Wayne è stata invece ispirata dall'attore e regista omonimo e nel testo del brano racconta della rottura del fidanzamento durato oltre cinque anni con l'attore Taylor Kinney, mentre Angel Down è stata scritta in onore di Trayvon Martin, ragazzo nero ucciso dalla polizia in Florida.
Temi ben più positivi sono sviluppati nell'unico duetto contenuto nel disco dal titolo Hey Girl, inciso con la collaborazione di Florence Welch, in cui la cantante esorta le donne ad essere più solidali le une con le altre invece di ricercare continuamente la competizione in qualsiasi campo e in Come to Mama, una sorta di richiesta ad appianare i problemi con l'amore anziché con l'odio.
La cantautrice ha sin da subito evidenziato le differenze rispetto al precedente album, dichiarando che «Artpop era un album furioso, con ritmi dance duri, a causa del dolore che stavo attraversando in quel momento. [...] LG5 è molto diverso da Artpop. C'è meno espressione del mio dolore [...] Ho cose completamente diverse da esplorare.»

## Sonorità e influenze

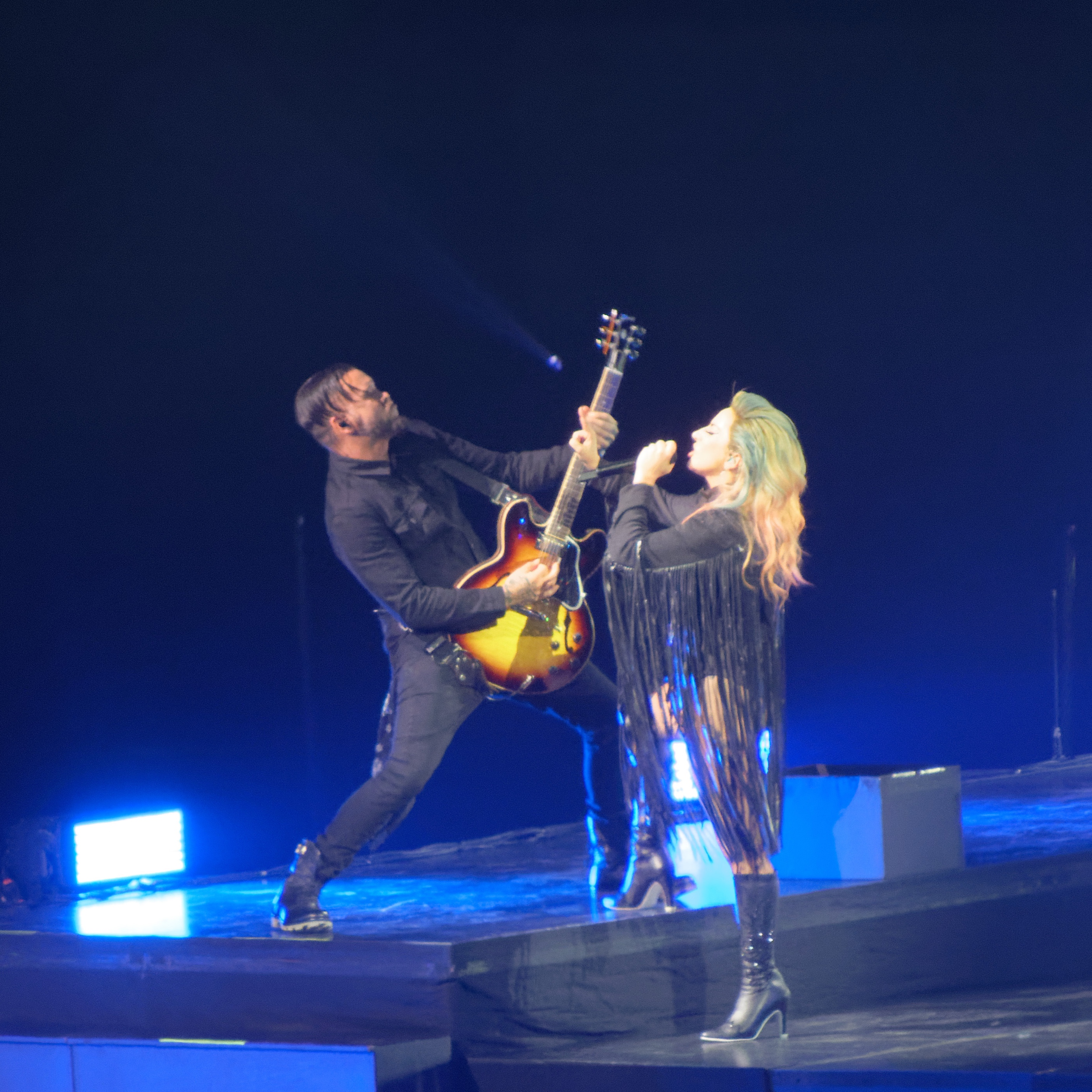
Lady Gaga durante l'esecuzione di Perfect Illusion al Joanne World Tour

Joanne rappresenta un distacco tangibile rispetto al materiale contenuto nel precedente album e, in generale, rispetto alla restante discografia della cantautrice. I brani contenuti nell'album traggono ispirazione dai generi musicali originari degli Stati Uniti d'America, in particolare modo dalle sonorità country ma anche rock. L'elemento peculiare che influenza i brani in modo country è la sonorità acustica e scarna per dare libero sfogo alla profondità emotiva e di conseguenza una cifra stilistica semplice e accessibile a tutti gli ascoltatori.

La stessa Lady Gaga ha dichiarato in un'intervista a Rolling Stone:
 Tra le influenze musicali di artisti nell'album, la cantante ha citato Garth Brooks, Neil Young ed Elvis Presley. Nonostante l'avvicinamento al genere country, Joanne presenta elementi di continuità rispetto alla precedente discografia come le ballate (Joanne, Million Reasons, Angel Down) e una sorta di mix tra MANiCURE (contenuto in Artpop) e Americano (contenuto in Born This Way), A-Yo.

## Copertina e titolo
La copertina dell'album è stata resa pubblica dalla cantante stessa attraverso i suoi canali social il 15 settembre 2016, giorno in cui è stata rivelata anche la data di pubblicazione. Il fotografo è stato Collier Shorr ed in essa l'artista è ritratta a mezzo busto e di profilo, con un cappello rosa pallido in testa su uno sfondo azzurro pastello; in alto viene riportata la scritta "LADY GAGA / JOANNE". Il titolo è, oltre che il suo secondo nome, anche il nome di una sua zia deceduta nel 1974 a soli 19 anni, con la quale Lady Gaga si è sempre sentita legata spiritualmente. La cantante ha inoltre sostenuto che questo album è molto autobiografico ed è un omaggio a tutta la sua famiglia.

## Promozione

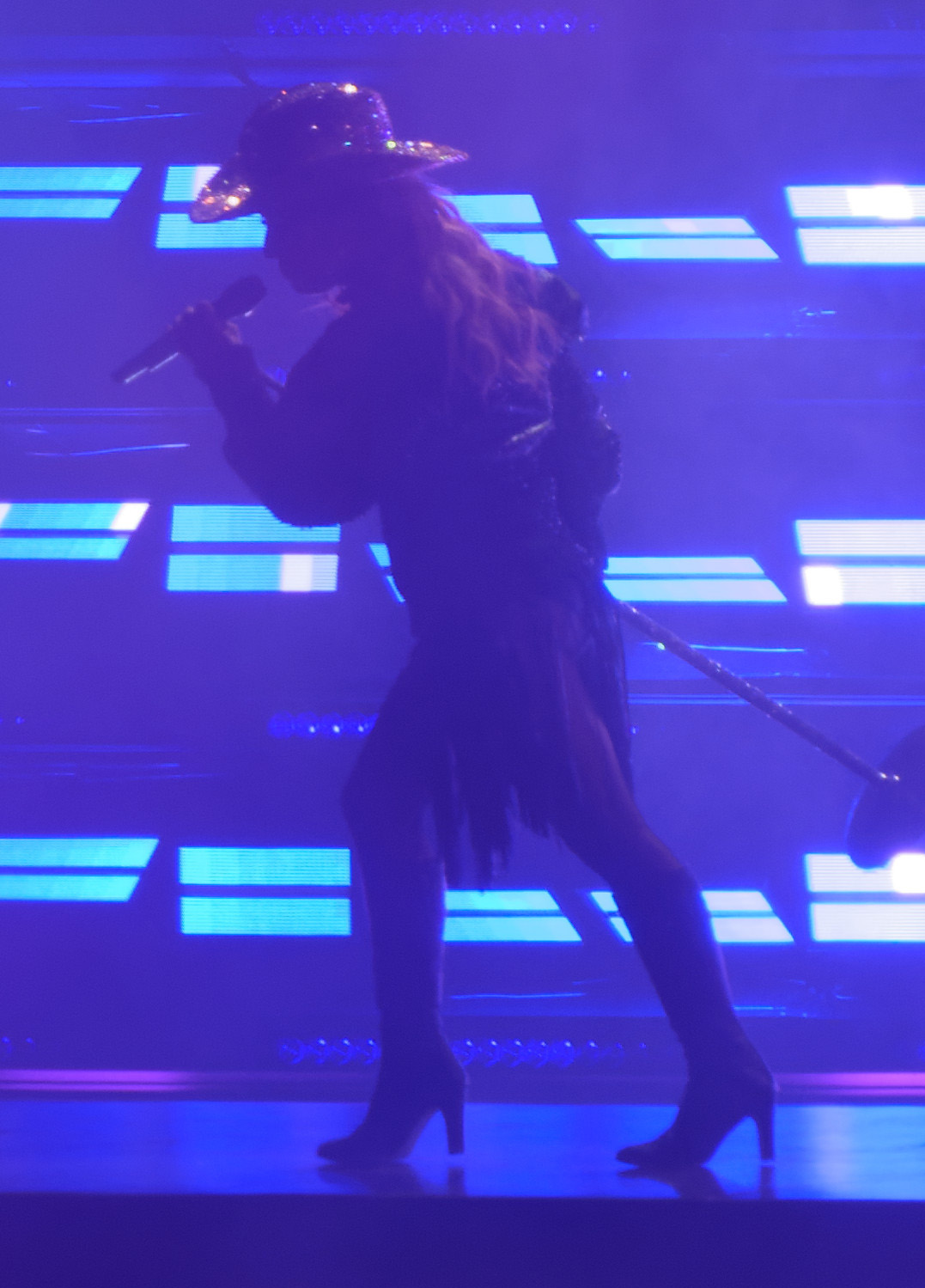
Lady Gaga apre il Joanne World Tour cantando Diamond Heart

Per la promozione del primo singolo Perfect Illusion, Lady Gaga ha tenuto diverse interviste presso numerose emittenti radiofoniche statunitensi. Il relativo videoclip è stato mostrato in anteprima mondiale il 20 settembre 2016 durante la première della serie televisiva Scream Queens su Fox.
L'azienda statunitense Bud Light ha annunciato che avrebbe lavorato con la cantante per la promozione del disco attraverso il Dive Bar Tour, una piccola tournée di tre date attraverso tre bar statunitensi tenuti in segreto fino alla sera della performance. La prima esibizione è stata il 5 ottobre 2016 presso il bar "5 Spot" di Nashville, occasione in cui sono state cantate per la prima volta dal vivo Sinner's Prayer, A-Yo e Million Reasons, quest'ultimo reso disponibile per l'ascolto nello stesso giorno.
Il 18 ottobre la cantante ha reso disponibile per l'ascolto A-Yo e due giorni più tardi si è esibita al bar "The Bitter End" di New York (seconda data del tour), dove, oltre ai brani già eseguiti, ha cantato anche Diamond Heart, Grigio Girls, Joanne e Just Another Day.
Il 22 è stata ospite del programma televisivo Saturday Night Live, durante il quale ha eseguito A-Yo e Million Reasons, mentre tre giorni dopo è stata ospite al The Late Late Show with James Corden dove, durante il Carpool Karaoke, ha cantato Million Reasons e Perfect Illusion, oltre ad alcuni suoi vecchi successi; durante la puntata invece si è esibita con A-Yo. Il 27 ottobre ha concluso il Dive Bar Tour esibendosi al "The Satellite" di Los Angeles.
L'8 novembre è stato pubblicato Million Reasons come secondo singolo estratto dall'album per le radio statunitensi. Il relativo video musicale è stato invece presentato il 14 dicembre. L'8 febbraio 2017 la cantante ha pubblicato attraverso Apple Music il videoclip per il brano John Wayne.
Dal 1º agosto 2017 al 1º febbraio 2018 la cantante ha promosso l'album anche attraverso il Joanne World Tour.

## Accoglienza
| Recensione           | Giudizio |
| -------------------- | -------- |
| AllMusic             |          |
| Chicago Tribune      |          |
| Digital Spy          |          |
| NME                  |          |
| PopMatters           |          |
| Rolling Stone        |          |
| The Daily Telegraph  |          |
| The Guardian         |          |
| TV Sorrisi e Canzoni |          |

Joanne è stato accolto in generale positivamente dalla critica specializzata. Il sito Metacritic ha riportato una media di 68 su 100 per quanto riguarda i critici, risultato che equivale a «critiche generalmente positive». Stephen Thomas Erlewine di AllMusic ha assegnato all'album un punteggio di tre stelle e mezzo su cinque, mentre Rolling Stone, concordando con il punteggio dato da Erlewine, ha ritenuto l'album come «il migliore di Lady Gaga degli ultimi cinque anni», aggiungendo che «con Joanne, Gaga ricomincia con della musica che appare essenziale, sobria, modesta e con altri aggettivi che di solito non si associano alla cantante». Neil McCormick del The Daily Telegraph nella sua recensione ha elogiato di più l'album, dandogli 4 stelle su 5 e afferma che «con grandi brani e una gran produzione, Joanne sembra sicuramente un'impresa: mentre la sua modernità si può cogliere nel suo mixare e accoppiare generi, per tutta la sua esuberanza di maestria e il suo splendore pop è antiquato come la sua anima» così come Lewis Corner di Digital Spy, che ha aggiunto che «Lady Gaga aveva bisogno di rivelare la musicista dietro alla performer». Anche Emily Mackay del NME ha dato un giudizio analogo, soffermandosi per dare il suo giudizio soprattutto sulla traccia Joanne, la quale dà il titolo all'album.
Per Caroline Sullivan del The Guardian, invece, «Joanne è un piccolo passo falso e sarà accolto con stupore da tutti a eccezione dei suoi fan più accaniti, ma non si può non ammirare il coraggio della cantante», mentre per Alessandro Alicandri di TV Sorrisi e Canzoni Joanne «è un album di rivoluzione semplice: plana basso per volare in alto.» Evan Sawdey di PopMatters ha assegnato, invece, 6 stelle su dieci all'album. Una recensione negativa è apparsa, invece, sul Chicago Tribune nella recensione scritta da Greg Kot, il quale ritiene che la cantante stia provando troppo a reinventare se stessa con Joanne. Lindsay Zoladz di The Ringer invece scrive: «[Joanne] è un album di transizione contenente temi familiari, quali amicizia e amore e marca il fatto che Gaga non deve essere tutto per tutti, non deve essere in tutti i 50 stati statunitensi allo stesso tempo, ma basta semplicemente un intimo soggiorno di una casa.»

## Tracce
1. Diamond Heart – 3:30 (Stefani Germanotta, Mark Ronson, Josh Homme)
2. A-Yo – 3:28 (Stefani Germanotta, Hillary Lindsey, Mark Ronson, Michael Tucker)
3. Joanne – 3:17 (Stefani Germanotta, Mark Ronson)
4. John Wayne – 2:54 (Stefani Germanotta, Mark Ronson, Josh Homme, Michael Tucker)
5. Dancin' in Circles – 3:27 (Stefani Germanotta, Beck Hansen, Michael Tucker, Mark Ronson)
6. Perfect Illusion – 2:59 (Stefani Germanotta, Mark Ronson, Kevin Parker)
7. Million Reasons – 3:35 (Stefani Germanotta, Mark Ronson, Hillary Lindsey)
8. Sinner's Prayer – 3:43 (Stefani Germanotta, Josh Tillman, Mark Ronson, Thomas Brenneck)
9. Come to Mama – 4:15 (Stefani Germanotta, Josh Tillman, Emile Haynie)
10. Hey Girl (ft. Florence Welch) – 4:15 (Stefani Germanotta, Florence Welch, Mark Ronson)
11. Angel Down – 3:49 (Stefani Germanotta, Nadir Khayat)

Tracce bonus nell'edizione deluxe
1. Grigio Girls – 3:00 (Stefani Germanotta, Hillary Lindsey, Mark Ronson, Michael Tucker)
2. Just Another Day – 2:58 (Stefani Germanotta)
3. Angel Down (Work Tape) – 2:20 (Stefani Germanotta, Nadir Khayat)

Traccia bonus nell'edizione deluxe giapponese
1. Million Reasons (Work Tape) – 3:23 (Stefani Germanotta, Hillary Lindsay, Mark Ronson)

## Formazione
Hanno partecipato alle registrazioni, secondo le note di copertina:
Musicisti
- Lady Gaga – voce, percussioni (tracce 2, 3), pianoforte (tracce 7, 9, 10, 11, 13 e 14), cori (traccia 9)
- Josh Homme – chitarra (tracce 1, 2, 4, 6), batteria (traccia 4), slide guitar (traccia 8)
- Mark Ronson – basso (tracce 1-4, 7, 9, 12 e 13), pianoforte elettrico (traccia 1), chitarra (tracce 2-7, 9, 12 e 13), strumenti ad arco (tracce 3 e 11), tastiera (tracce 3 e 13), sintetizzatore (traccia 6)
- Jeff Bhasker – sintetizzatore (traccia 1)
- Matt Helders, Josh Tillman – batterie (traccia 1)
- BloodPop – base ritmica (tracce 1-8, 10 e 12), organo (traccia 2), tastiera (tracce 3, 7 e 11), sintetizzatore (tracce 4, 5, 6, 8, 9 e 12), basso (traccia 6), strumenti ad arco (traccia 7), batteria (traccia 11)
- Thomas Brenneck – chitarra (traccia 2)
- Este Haim – percussioni (traccia 2)
- Dave Guy – tromba (traccia 2)
- Brian Newman – tromba (tracce 2 e 13)
- J. Cochemea Gastelum – sassofono tenore (traccia 2)
- Ian Hendrickson-Smith – sassofono baritono (traccia 2)
- Harper Simon – chitarra (traccia 3)
- Kevin Parker – chitarra, sintetizzatore e batteria (traccia 6)
- Hillary Lindsey – voce aggiuntiva (tracce 7 e 12), chitarra (traccia 7), cori (traccia 8)
- Thomas Brenneck – chitarra (tracce 8 e 10)
- Sean Lennon – slide guitar (traccia 8)
- Nicholas Movshon – basso (tracce 8 e 10)
- Victor Axelrod – pianoforte (traccia 8)
- Leon Michels – tastiera, mellotron (traccia 8)
- Homer Steinweiss – batteria (tracce 8, 10 e 13)
- James King – sassofono tenore, baritono e contralto (traccia 9)
- Emile Haynie – sintetizzatore aggiuntivo e batteria (traccia 9)
- Brent Kolatalo, Ken Lewis – batterie (traccia 9)
- Florence Welch – voce (traccia 10)
- Jack Byrne – chitarra (traccia 10)
- Victor Axelrod – sintetizzatore (traccia 10)
- Kelsey Lu – violoncello (traccia 10)
- Tom Moth – arpa (traccia 10)
- Anthony Rossomando – chitarra (traccia 12)
- Steve Kortyka – sassofono (traccia 13)
- RedOne – chitarra e programmazione (traccia 14)

Produzione
- Lady Gaga – produzione
- Mark Ronson – produzione (eccetto traccia 14)
- BloodPop – produzione (eccetto tracce 13 e 14)
- Jeff Bhasker – coproduzione (traccia 1)
- Josh Homme – coproduzione (traccia 1)
- Joshua Blair – registrazione (eccetto traccia 14)
- Riccardo Damian – registrazione (tracce 1 e 13)
- Justin Smith – registrazione (tracce 1, 3 e 8), assistenza alla registrazione (tracce 2, 4, 6 e 11)
- David "Squirrel" Covell – assistenza alla registrazione (tracce 1-10), registrazione (tracce 11 e 12)
- Tom Elmhirst – missaggio (tracce 1, 3, 4, 7-10 e 12)
- Brandon Bost, Joe Visciano – assistenza al missaggio (tracce 1, 3, 4, 7-10 e 12)
- Benjamin Rice – registrazione (tracce 2 e 12)
- Barry McCready – assistenza alla registrazione (tracce 2, 4-7, 9, 11, 12 e 13), registrazione (traccia 13)
- Șerban Ghenea – missaggio (tracce 2, 5 e 6)
- John Hanes – ingegneria al missaggio (tracce 2, 5 e 6)
- Dave Russell – registrazione (traccia 3)
- Johnnie Burik, Charley Pollard – assistenza alla registrazione (traccia 3)
- Kevin Parker – produzione (traccia 6)
- Jens Jungkurth – registrazione (tracce 8 e 10)
- Matthew Cullen – registrazione (traccia 8)
- Abby Echiverri, Ed McEntee – assistenza alla registrazione (traccia 8)
- Emile Haynie – produzione (traccia 9)
- Brent Kolatalo, Ken Lewis – registrazione (traccia 9)
- Brett "123" Shaw – registrazione (traccia 10)
- Christopher Cerullo, Chris Claypool, Michael Harris – assistenza alla registrazione (traccia 10)
- Ben Baptie – missaggio (traccia 11 e 13)
- RedOne – produzione e missaggio (traccia 14)
- Trevor Muzzy, Alekes von Korff – registrazione (traccia 14)
- T.I Jakke – missaggio (traccia 14)

## Successo commerciale

### America

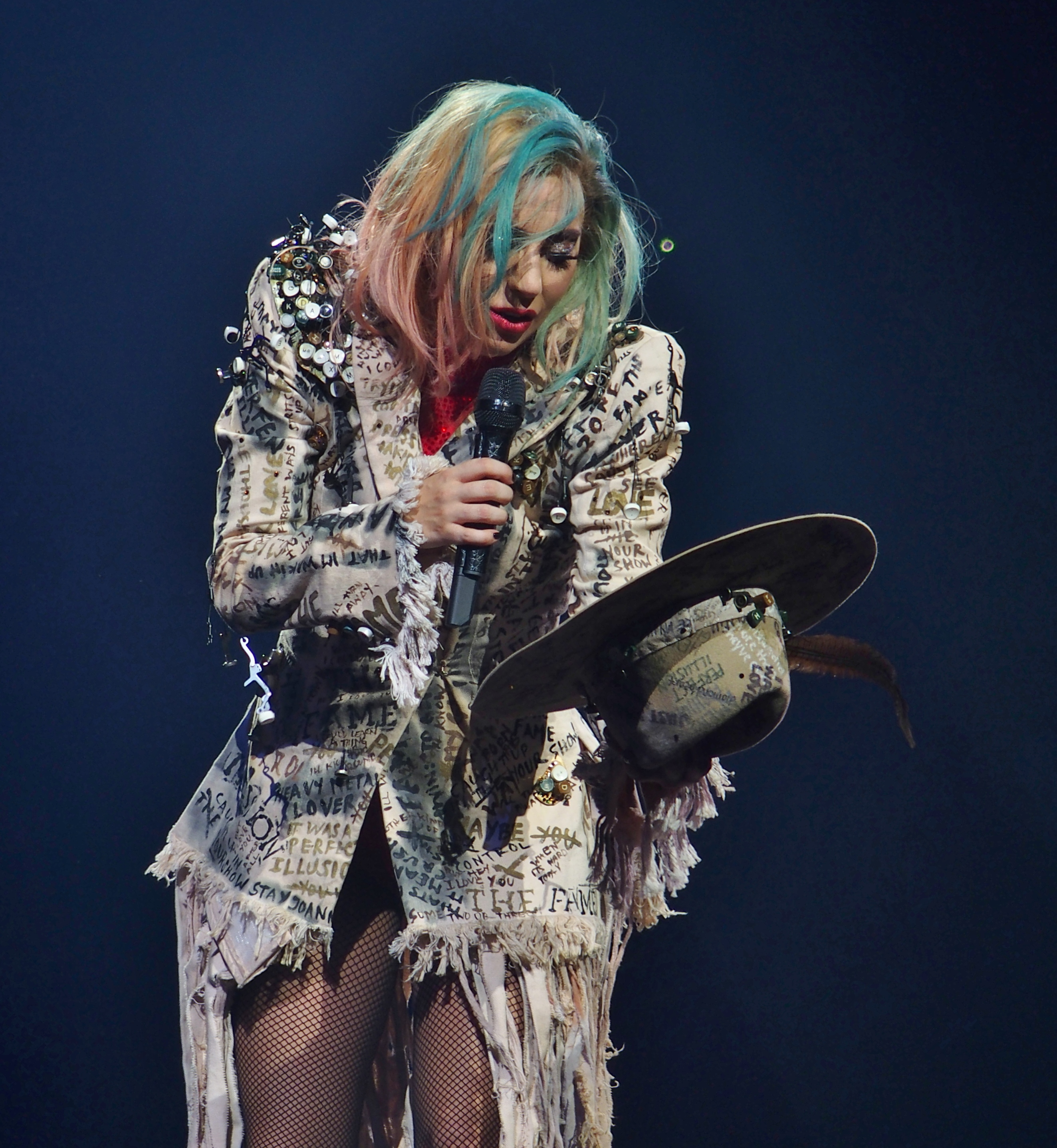
Lady Gaga mentre canta Angel Down in una tappa del Joanne World Tour

Negli Stati Uniti d'America la rivista Billboard ha stimato che le copie dell'album vendute nella prima settimana sarebbero state circa 140 000. Successivamente tale stima è stata aumentata di 40 000 copie. Il conteggio finale ufficiale è stato di 201 000 unità equivalenti e l'album ha debuttato alla prima posizione della Billboard 200, rendendo Lady Gaga l'unica artista ad aver piazzato quattro album di seguito in vetta a tale classifica dal 2010. Nella sua seconda settimana di permanenza in classifica l'album è sceso al quinto posto, vendendo 61 000 copie, il 70% in meno rispetto alla prima settimana. In seguito all'esibizione di Lady Gaga al Super Bowl 2017, l'album è ritornato al secondo posto nella classifica settimanale, vendendo in totale 74 000. A febbraio 2018, è stato reso noto da Billboard che l'album ha venduto in totale 616 000 copie nel Paese.
In Canada l'album ha debuttato al secondo posto con una vendita pari a 17 500 copie, venendo successivamente certificato disco d'oro per aver venduto oltre 40 000 copie.
In Brasile l'album ha riscosso un ottimo successo, rimanendo per tre settimane consecutive in vetta alla classifica degli album più venduti.

### Asia
In Giappone l'album ha debuttato alla 10ª posizione nella classifica generale, mentre in quella che non considera gli artisti giapponesi ha debuttato al vertice, grazie alla vendita di 8 026 copie; la settimana seguente l'album è sceso di una posizione, vendendo 6 481 copie. Grazie anche alla promozione nello Stato in questione, le vendite dell'album sono aumentate a 7 399 copie nella terza settimana. Nella quarta settimana, le vendite sono diminuite sensibilmente a 4 312 copie e l'album è sceso di conseguenza al 16º posto, così come nella quinta con 2 763 copie vendute, calando al 29º posto.
In Corea del Sud, invece, l'album ha debuttato alla 32ª posizione nella classifica generale e alla vetta nella classifica degli artisti internazionali; non è riuscito però a ottenere risultati rilevanti nelle settimane successive.

### Europa
Con oltre 430 copie vendute, Joanne ha debuttato al 12º posto nella classifica degli album più venduti in Danimarca, mentre nel Regno Unito l'album ha esordito alla 3ª posizione con una vendita pari a 26 694 copie, per poi scendere successivamente alla 14ª vendendo 9 602 nella seconda settimana. In Francia l'album ha debuttato al 9º posto, vendendo nel corso della prima settimana 8 000 copie. In Italia, l'album ha debuttato al 2º posto della classifica FIMI Album, per poi scendere al 7º durante la seconda settimana.

## Classifiche

### Classifiche settimanali
| Classifica (2016) | Posizione massima |
| ----------------- | ----------------- |
| Argentina         | 6                 |
| Australia         | 2                 |
| Austria           | 9                 |
| Belgio (Fiandre)  | 5                 |
| Belgio (Vallonia) | 6                 |
| Brasile           | 1                 |
| Canada            | 2                 |
| Corea del Sud     | 32                |
| Croazia           | 3                 |
| Danimarca         | 12                |
| Finlandia         | 5                 |
| Francia           | 9                 |
| Germania          | 6                 |
| Giappone          | 10                |
| Grecia            | 4                 |
| Irlanda           | 3                 |
| Italia            | 2                 |
| Norvegia          | 5                 |
| Nuova Zelanda     | 2                 |
| Paesi Bassi       | 5                 |
| Polonia           | 10                |
| Portogallo        | 4                 |
| Regno Unito       | 3                 |
| Repubblica Ceca   | 3                 |
| Slovacchia        | 2                 |
| Spagna            | 2                 |
| Stati Uniti       | 1                 |
| Svezia            | 3                 |
| Svizzera          | 3                 |
| Ungheria          | 12                |

### Classifiche di fine anno
| Classifica (2016) | Posizione |
| ----------------- | --------- |
| Australia         | 74        |
| Belgio (Fiandre)  | 99        |
| Belgio (Vallonia) | 97        |
| Francia           | 156       |
| Italia            | 85        |
| Messico           | 52        |
| Regno Unito       | 84        |
| Spagna            | 92        |
| Stati Uniti       | 108       |
| Svizzera          | 69        |
| Ungheria          | 98        |
| Classifica (2017) | Posizione |
| Canada            | 35        |
| Spagna            | 79        |
| Stati Uniti       | 35        |